# Spatium

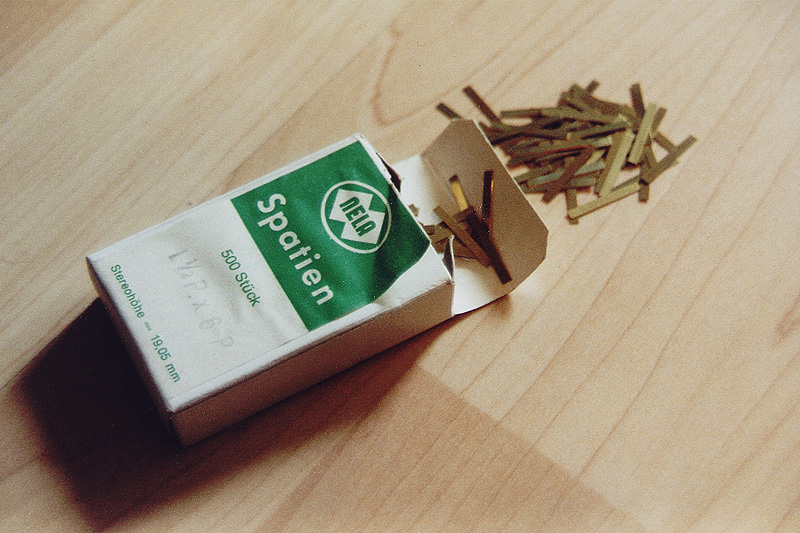
Schachtel mit Spatien von Nela

Das Spatium (lateinisch für „Zwischenraum“, Pl.: Spatien) oder die Trennfuge ist in der Typografie ein nicht druckendes Blindmaterial im Bleisatz und ermöglicht das Erweitern (Spationieren) der Wort- und Zeichenabstände im Handsatz.

## Das Spatium im Bleisatz
Spatien sind anderthalb Punkt stark und bestehen in der Regel aus Blei, in Einpunktstärke auch aus Kupfer, in Halbpunktstärke aus Messing und in Viertelpunktstärke aus Neusilber.

## Das Spatium im computergestützten Satz
Mit Übergang zum computergestützten Satz wird für einen Teil der Zwecke des Spatiums das schmale Leerzeichen (englisch thin space) oder ein Achtelgeviert eingesetzt; die dort beschriebenen Regeln entstammen der hergebrachten Verwendung des Spatiums. Die weiteren Anwendungen sind der Randausgleich sowie das Sperren.

## Weitere Bedeutungen
- Neben dem schmalen Metallstreifen, mit dem der Zwischenraum erzeugt wird, bezeichnet „Spatium“ zum Beispiel bei Notenlinien auch den Zwischenraum selbst.
- In der bibliografischen Aufnahme wird mit „Spatium“ ein Leerzeichen bezeichnet. Es dient dazu, Trennungszeichen in der Aufnahme von normalen Satzzeichen unterscheiden zu können.
- In der Telefonie – beim Impulswahlverfahren mittels Wählscheibe – wird die Pause zwischen den gewählten Ziffern Spatium genannt; sie beträgt mindestens 200 ms, also die Zeit von zwei Impulsen.